# قمر المهندسين الصغار الاصطناعي 2
قمر المهندسين الصغار الاصطناعي (Young Engineers' Satellite 2) هو قمر صناعي قام بإنجاز معظمه طلبة من جميع أنحاء العالم تحت إشراف المنظمة الأوروبية للفضاء (ESA, European Space Agency).
يبلغ وزن الYES2 تقريبا 36 كغ وأُطلق يوم 14 سبتمبر 2007 من مركز بيكاونور الفضائي بكازاخستان ونقله إلى الفضاء بواسطة صاروخ فضائي حامل.
قام حوالي 500 طالب بالمساهمة في عملية التصميم والتصنيع. قام الطلبة بتثبيت خيط صناعي بطول 30 كم وبسمك 0،5 مم على متن الYES2. وقع ربط سفينة الفضاء الصغيرة ("Fotino") بطرف السلك وعن طريق حل السلك ستجلب Fotino إلى مدار معين حيث تستطيع وبواسطة مظلة نجاة وبدون أي محرك الرجوع إلى سطح الأرض بسلام.

## وصلات خارجية
- الموقع الرسمي لالمشرِوع نسخة محفوظة 10 فبراير 2003 على موقع واي باك مشين.
- مشروع الESA